# Calvin (krater)
Calvin – krater uderzeniowy w stanie Michigan, w USA. Jest całkowicie pogrzebany pod osadami.
Krater ma średnicę 8,5 km, powstał 450 ± 10 milionów lat temu (w ordowiku lub sylurze), w skałach osadowych. Przykrywa go stumetrowa warstwa osadów lodowcowych, leżąca na warstwie osadów paleozoicznych o miąższości 1300 m. Dzięki wierceniom poszukiwawczym wykazano, że krater posiada wyniesienie centralne o wysokości ok. 400 m, otoczone przez obniżenie o szerokości 1 km, które z kolei otacza antyklinalna strefa brzeżna o szerokości 1,5 km, o wysokości kilku metrów. W skałach występuje mikrobrekcja impaktowa, w 1992 roku znaleziono także kwarc szokowy i prawdopodobne sferule.